# William Davies (martyr)
Pour les articles homonymes, voir William Davies.
William Davies, Né dans le Denbighshire au Pays de Galles en 1555 et mort à Beaumaris, Anglesey, Pays de Galles le 27 juillet 1593 est un prêtre martyr catholique gallois arrêté et exécuté sous le règne d'Elizabeth Ire.

## Biographie
Né dans une famille galloise restée fidèle à l'Église catholique, il désire jeune se faire prêtre. Ne pouvant recevoir l'ordination dans son pays il part en 1582 pour le continent et suit des études de théologie au Collège anglais de l'université de Reims. Ordonné prêtre en 1585 il retourne la même année sur sa terre natale où il officie pendant plus de 5 ans avant d'être arrêté à Holyhead entre 1591 et 1592 en compagnie de quatre candidats à la prêtrise qu'il cherchait à faire partir pour l'Espagne en passant par l'Irlande. Emprisonné dans le dongeon du Château de Beaumaris il avoue être prêtre mais bénéficie dans un premier temps d'un traîtement de faveur (il peut célébrer la messe...) On lui envoie des ministres anglicans qui cherchent à le retourner. Il est ensuite envoyé à Ludlow pour être jugé. La sentence est la mort. Il est renvoyé à Beaumaris où il attend pendant près de 6 mois son exécution. Il subira le supplice réservé aux traîtres à savoir pendaison, éviscération et écartèlement.

## Vénération
Déclaré bienheureux par Jean-Paul II en 1987 William Davies fut l'un des quatre-vingt-cinq Quatre-vingt-cinq martyrs d'Angleterre et de Galles béatifiés par ce dernier. Il est vénéré par l'Église catholique le 27 juillet.